# 坂本憲一 (卓球選手)
坂本 憲一（さかもと　けんいち 1957年- ）は、日本の元卓球選手。1978年の全日本混合ダブルスチャンピオン。丸型の日本式ペンホルダーを用いたショート主戦型のプレースタイルで活躍した。
現在は日産追浜にて各種大会に出場している。
2019年度全日本卓球選手権大会マスターズの部（ローシックスティ）では準優勝した。

## 経歴
1974年
- 全日本卓球選手権大会 ジュニア男子シングルス 準優勝

1975年
- インターハイ 男子シングルス 優勝

1978年
- 全日本卓球選手権大会 混合ダブルス 優勝
- インカレ 男子シングルス 優勝

1979年
- インカレ 男子ダブルス 優勝

1990年、1991年、1992年、1993年、1995年
- 全日本卓球選手権大会マスターズの部 サーティ男子シングルス 優勝

1999年、2000年、2001年、2002年、2003年、2004年、2005年
- 全日本卓球選手権大会マスターズの部 フォーティ男子シングルス 優勝

2007年、2010年、2011年
- 全日本卓球選手権大会マスターズの部 フィフティ男子シングルス 優勝

2018年
- 全日本卓球選手権大会マスターズの部 ローシックスティ男子シングルス 優勝